# Rajiv Chandrasekaran
Rajiv Chandrasekaran (Palo Alto, 22 gennaio 1973) è uno scrittore e giornalista statunitense d'origine indiana.

## Biografia
Nato negli Stati Uniti da genitori immigrati dall'India per proseguire la propria educazione, dopo la laurea in scienze politiche all'Università di Stanford, nel 1994 ha iniziato a lavorare per il Washington Post come reporter dell'area metropolitana.
Editore associato del quotidiano, nel corso della sua carriera giornalistica è stato inviato a Baghdad, Cairo e nel Sud-est asiatico.
Nel 2006 ha pubblicato il suo primo libro, Green zone: il lato oscuro dell'impero americano a Baghdad, ottenendo l'anno successivo il Baillie Gifford Prize e il  Ridenhour Book Prize.
Vicepresidente senior per gli affari esteri della catena Starbucks, nel 2010 il regista Paul Greengrass ha tratto ispirazione da Imperial Life in the Emerald City per il film Green Zone.

## Opere principali

### Saggi
- Green zone: il lato oscuro dell'impero americano a Baghdad (Imperial Life in the Emerald City, 2006), Milano, Rizzoli, 2010 traduzione di Massimo Gardella ISBN 978-88-17-02720-5.
- Little America: the war within the war for Afghanistan (2012)
- For Love of Country con Howard Schultz (2014)

## Adattamenti cinematografici
- Green Zone, regia di Paul Greengrass (2010)

## Premi e riconoscimenti
- National Book Award per la saggistica: 2006 finalista con Green zone
- Baillie Gifford Prize: 2007 vincitore con Green zone
- Ridenhour Book Prize: 2007 vincitore con Green zone
- Arthur Ross Award: 2012